# N-氯哌啶
N-氯哌啶是哌啶氮上的氢被氯取代的产物，化学式为C5H10NCl。

## 制备
哌啶乙酸盐和次氯酸钙在0 °C的水溶液中反应，或哌啶和N-氯代丁二酰亚胺在二氯甲烷中反应，都可以得到N-氯哌啶。